# Лаудерская волость
Лаудерская волость (латыш. Lauderu pagasts) — одна из двадцати пяти территориальных единиц Лудзенского края Латвии. Находится на юге края. Граничит с Залесской, Истринской, Рунденской и Нирзинской волостями своего края. 
Административным центром волости является село Лаудери (ранее Лявдор).
По данным переписи населения Латвии 2011 года, из 401 жителя Лаудерской волости русские составляли  72,32 % (290 чел.), латыши —  21,70 % (87 чел.), белорусы —  2,99 % (12 чел.), украинцы —  1,75 % (7 чел.).
Озёра: Лаудеру, Солошу и Мазайс-Лаудеру.